# 15. september
15. september er dag 258 i året i den gregorianske kalender (dag 259 i skudår). Der er 107 dage tilbage af året.
Eskilds dag. Munken Eskild, der formentlig var englænder, sendes til Sverige for at gøre de ukristelige svenskere til gode kristne, men han blev stenet af hedningene i 1080. Fra himlen siger en stemme, at han skal begraves, hvor han ligger. Byen Eskilstuna er opkaldt efter ham.

### Begivenheder
Født - Dødsfald
- 1663 - Cort Adeler udnævnes til admiral og rigsråd.
- 1821 - Fem latinamerikanske lande opnår selvstændighed efter spansk kolonistyre: Costa Rica, El Salvador, Honduras, Guatemala og Nicaragua.
- 1830 - Manchester-Liverpool jernbanen åbnes.
- 1835 - HMS Beagle med Charles Darwin om bord når Galápagosøerne i Stillehavet.
- 1848 - Slesvig-Holsten får en demokratisk grundlov med borgerlige frihedsrettigheder udarbejdet af en folkevalgt landsforsamling.
- 1882 - Efter forudgående bombardement besætter britiske tropper Cairo, hvor khedivens magt genoprettes formelt. Reelt styres Egypten dog af den britiske generalkonsul.
- 1904 - Kong Peter 1. krones i Serbien.
- 1914 - De første skyttegrave i 1. verdenskrig graves af tyskerne.
- 1915 - Tanks anvendes for første gang i historien, det sker af englænderne ved Flers i Somme. Disse er udviklet af Ernest Swinton og fører til en militær revolution.
- 1917 - Premierminister Aleksandr Kerenskij udråber Den Russiske Republik efter zar Nikolaj 2.'s abdikation.
- 1935 - De tyske jøder fratages deres borgerlige rettigheder ved vedtagelse af "Nürnberg racelovene", som blandt andet forbyder jøder at gifte sig med eller have seksuel omgang med ariere.
- 1935 - Det Tredje Rige antager "Svastika" (hagekorsflaget) som deres nationale flag.
- 1938 - Den britiske premierminister Neville Chamberlain besøger Adolf Hitler i Berchtesgaden, hvor Hitler bekræfter at ville annektere det tjekkiske Sudeterland.
- 1940 - Massive tyske luftangreb på London, Southampton, Bristol, Cardiff, Liverpool og Manchester. Slaget om England afsluttes med sejr til RAF.
- 1942 - Et uniformslager i Skorups Skræderværksted i Fredericiagade, Århus brændes ned ved sabotageaktion.
- 1947 - Fredstraktaterne for Italien, Bulgarien, Rumænien, Ungarn og Finland træder i kraft og afslutter dermed officielt 2. verdenskrig for disse lande.
- 1959 - Nikita Khrusjtjov bliver den første sovjetiske leder som besøger USA.
- 1961 - Adnan Menderes, Tyrkiets tidligere ministerpræsident og præsident Celal Bayar dødsdømmes. Dommen bliver udstedt for korruption og magtmisbrug. Dødsdommen for Menderes effektueres samme år, mens Bayar bliver frigivet i 1963.
- 1964 - Den socialistiske avis the Daily Herald lukker og efterfølges af Rupert Murdochs The Sun, som bliver den mest solgte avis i England.
- 1966 - Odense Universitet indvies med 180 studerende.
- 1967 - Feltmarskal Abdel Hakim Amer, som førte de egyptiske styrker under seksdageskrigen mod Israel i juni, begår selvmord.
- 1971 - Tre ejendomme i gaden Åbenrå i København besættes af en gruppe Rødstrømper.
- 1974 - Borgerkrig i Beirut mellem kristne og muslimer.
- 1978 - Som den første sværvægtsbokser gennem tiderne genvinder Muhammad Ali verdensmesterskabet for anden gang, da han for et rekordstort publikum i New Orleans' Superdome pointbesejrer Leon Spinks.
- 1979 - Fire voksne og fire børn flygter fra DDR til Vesttyskland i en hjemmelavet varmluftsballon.
- 1982 - PLO's leder, Yassir Arafat modtages i privataudiens hos pave Johannes Paul II.
- 1987 - Socialdemokratiets folketingsgruppe vælger Svend Auken som ordfører og Ritt Bjerregaard til gruppeformand.
- 1988 - Graderne BA (Bachelor of Arts) og BSc (Bachelor of Science) indføres ved de danske universiteter.
- 1991 - Socialdemokraterne i Sverige lider deres største valgnederlag siden 1928 ved valget til Riksdagen. De Grønne mister samtlige deres mandater.
- 1992 - Ove Hansen, "Pedal-Ove", tilkendes en erstatning på 843.540 kroner for syv års uberettiget fængsling.
- 1993 - Eduard Sjevardnadse får tildelt ekstraordinære beføjelser for at håndtere oprøret i landsdelen Abkhasien.
- 1995 - Torben Rechendorff overlader posten som de konservatives landsformand til Hans Engell.
- 2000 - I Sydney, Australien åbnes de 24. moderne olympiske lege.
- 2004 - Orkanen Ivan nærmer sig USAs Gulf-kyst og næsten 2 millioner mennesker fra området omkring New Orleans anmodes om at gøre klar til evakuering, da digerne måske ikke kan holde til orkanens rasen. Orkanen smutter "udenom" New Orleans, men myndighederne "glemte" advarslen og forstærker ikke digerne, så da orkanen Katrina året efter raserer området, får det unødigt voldsomme og kastrofale konsekvenser.
- 2006 - Thomas Gravesen meddeler, at han med øjeblikkelig virkning stopper på det danske landshold, for at hellige sig karrieren hos skotske Celtic F.C..
- 2008 - Lehman Brothers (amerikansk investeringsbank) går konkurs.
- 2011 - Ved Folketingsvalget i Danmark forbliver Venstre Folketingets største parti, men markant fremgang til Enhedslisten og Det Radikale Venstre betød at Helle Thorning-Schmidt efter valget kan danne regering sammen med R og SF.

### Født
- 53 - Trajan, romersk kejser fødes (død 117).
- 1649 - Titus Oates, engelsk anglikansk præst og reformator (død 1705).
- 1789 - James Fenimore Cooper, amerikansk romanforfatter (død 1851).
- 1857 - William Taft, USA's 27. præsident fra 1908-12 (død 1930).
- 1876 - Bruno Walter, tysk dirigent (død 1962).
- 1881 - Ettore Bugatti, italiensk bildesigner og ingeniør (død 1947).
- 1890 - Agatha Christie, engelsk kriminalforfatter (død 1976).
- 1894 - Jean Renoir, fransk filminstruktør (død 1979).
- 1913 - John Price, dansk skuespiller, instruktør og madanmelder (død 1996).
- 1914 - Jens Otto Krag, tidligere statsminister (død 1978).
- 1916 - Frederick C. Weyand, amerikansk general og generalstabschef (død 2010).
- 1918 - Eigil Nielsen, dansk fodboldmålmand (død 2000).
- 1925 - Helle Virkner, dansk skuespillerinde (død 2009).
- 1927 - Frederik Dessau, dansk forfatter og radiomedarbejder (død 2019).
- 1928 - Cannonball Adderley, amerikanske altsaxofonist (død 1975).
- 1943 - Puk Schaufuss, dansk skuespillerinde.
- 1945 - Jessye Norman, amerikansk sopran (død 2019).
- 1946 - Tommy Lee Jones, amerikansk skuespiller.
- 1946 - Oliver Stone, amerikansk filminstruktør.
- 1946 - Ola Brunkert, svensk trommeslager (død 2008).
- 1947 - Viggo Jensen, dansk fodboldtræner.
- 1948 - Amalie Malling, dansk pianistinde.
- 1949 - Katja Schumann, dansk cirkusdronning.
- 1953 - Carl Ploug, dansk filminstruktør.
- 1956 - Klaus Lynggaard, dansk forfatter.
- 1960 - Connie Hedegaard, dansk konservativ politiker, EU-kommissær og tidligere minister.
- 1960 - Nikoline Werdelin, dansk tegneserietegner og dramatiker.
- 1978 - Eidur Gudjohnsen, islandsk fodboldspiller.
- 1978 - Marko Pantelic, serbisk fodboldspiller
- 1982 - Aaron Ross, amerikansk footballspiller
- 1984 - Dekel Keinan, israelsk fodboldspiller

### Dødsfald
- 1864 - John Speke, britisk opdagelsesrejsende (født 1827).
- 1916 - José Echegaray, spansk dramatiker (født 1832).
- 1921 - Alfred Jensen, svensk forfatter og slavist (født 1859).
- 1945 - Anton Webern, østrigsk komponist (født 1883) - myrdet.
- 1955 - Thomas Olesen Løkken, dansk forfatter (født 1877).
- 1972 - Geoffrey Fisher, ærkebiskop af Canterbury (født 1887).
- 1973 - Gustav 6. Adolf af Sverige (født 1882).
- 1978 - Willy Messerschmitt, tysk flydesigner (født 1898).
- 1979 - Poul Müller, dansk skuespiller (født 1909).
- 1980 - Bill Evans, amerikansk jazzpianist (født 1929).
- 1982 - Béchir Gemayel, libanesisk præsident (født 1947) - myrdet.
- 1989 - Robert Penn Warren, amerikansk forfatter og litteraturkritiker (født 1905).
- 2006 - Oriana Fallaci, italiensk forfatter og journalist med speciale i politiske interviews (født 1929).
- 2007 - Colin McRae, skotsk rallykører (født 1968).
- 2008 - Richard Wright, keyboardspiller og medstifter af Pink Floyd (født 1943).
- 2011 - Frances Bay, amerikansk skuespillerinde (født 1919).

|  | Denne datoartikel kan blive bedre, hvis der indsættes et (bedre) billede Du kan hjælpe ved at afsøge Wikimedia Commons for et passende billede eller uploade et godt billede til Wikimedia Commons iht. de tilladte licenser og indsætte det i artiklen. |